# Pave Pius 12.
Pave Pius 12., født Eugenio Maria Giuseppe Giovanni Pacelli (2. marts 1876 i Rom, Italien  – 9. oktober 1958 i Vatikanet) var pave fra 2. marts 1939 til sin død i 1958.
Han var søn af adelsmanden, advokat Filippo Pacelli og Virginia Graziosi.
Pacelli studerede teologi og tog den juridiske doktorgrad, før han lod sig præstevie. Før Pacelli blev valgt til pave i 1939 gjorde han karriere i kuriens tjeneste. Bl.a. var han professor i kanonisk ret ved det pavelige institut Apollinaire og fra 1909 til 1914 professor i kirkelig diplomati ved det pavelige diplomatakademi. Han var nuntius i Bayern (1917), og i 1920 blev han den første pavelige nuntius for Tyskland. Han forhandlede et konkordat mellem Vatikanet og Bayern (1924) og Preussen. Fra 1925 var han nuntius i Preussen (konkordat 1929). Da han blev udnævnt til kardinal, blev han kaldt hjem efter 12 år i Tyskland. Pacelli besad derefter stillinger som kardinalstatssekretær og kardinalkammerherre. I disse stillinger fulgte han den politiske linje fra pave Pius 11., hvor han viste sig som en dygtig diplomat. I de følgende år blev han forberedt af Pius XI som paveefterfølger. Han deltog i rigskonkordatet med Tyskland i 1933 og ved udarbejdelsen af encyklikaen Mit brennender Sorge.
I konklavet den 2. marts 1939 blev han angiveligt valgt til pave med 61 af 62 stemmer (undtagen hans egen) i tredje valgomgang, og han blev kronet 12. marts.
I sine encyklikaer, bl.a. Mystici corporis Christi (1943) om kirken og Humani generis (1950) om tro og teologi, tog han stilling til aktuelle spørgsmål. Under jubelåret 1950 proklamerede han dogmet om jomfru Marias optagelse i himmelen i encyklikaen Munificentissimus Deus. Det var den eneste gang i det tyvende århundrede en pave gjorde brug af sin ret til at erklære pavelig ufejlbarlighed.
Han blev helgenkandidat i 1990'erne, og har nu status som venerabilis (ærværdig), et tidlig stadium i helgenkåringsprocessen.
Pave Pius 12. har været kritiseret for passivitet over for jødeforfølgelsene under anden verdenskrig og for hjælp til nazistiske flygtninge efter krigen. Andre har ikke troet på det.

## Eksterne links
- Wikimedia Commons har flere filer relateret til Pave Pius 12.
- Critical Online Edition of the Nuncial Reports of Eugenio Pacelli (1917–1929) Arkiveret 20. juni 2019 hos  Wayback Machine
- Aftenposten om Pius XII under anden verdenskrig: 1,

| Efterfulgte: Pave Pius 11. | Pave 1939-–1958 | Efterfulgtes af: Pave Johannes 23. |